# 朴泰遠 (政治家)
朴 泰遠（パク・テウォン、朝鮮語: 박태원）は、朝鮮民主主義人民共和国の政治家。水産相、咸鏡南道遠洋漁業連合企業所党委員会責任書記などを歴任した。

## 経歴
出生地や生年月日は不明。1992年9月に端川水産事業所初級党書記に任命され、1993年に新浦水産事業所初級党書記に転じた。2003年に咸鏡南道遠洋漁業連合企業所党委員会責任書記に任命された。その後、3月11日大興加工事業所初級党書記を経て、2008年に水産相に任命された。
2009年3月8日に実施された最高人民会議第12期代議員選挙で代議員に選出され、4月9日に開催された最高人民会議第12期第1回会議で水産相に再任された。
2012年1月30日にロシアを訪問し、クライニー連邦漁業庁長官と海産物の密漁など違法操業の予防に関する協力協定に署名した。翌年2013年4月1日に開催された最高人民会議第12期第7回会議で水産相を解任された。

## 参考サイト
- 북한정보포털

| 先代沈基燁 | 水産相2008年 - 2013年 | 次代李赫 |